# ويليام ديفيد ماكين
ويليام ديفيد ماكين (بالإنجليزية: William David McCain)‏ هو أمين الأرشيف أمريكي، ولد في 29 مارس 1907 في Bellefontaine, Mississippi ‏ في الولايات المتحدة، وتوفي في 5 سبتمبر 1993.